# Lispocephala subseminigra
Lispocephala subseminigra är en tvåvingeart som beskrevs av Hardy 1981. Lispocephala subseminigra ingår i släktet Lispocephala och familjen husflugor. Inga underarter finns listade i Catalogue of Life.